# Koryciany
Koryciany [pronunciación en polaco: /kɔrɨˈt͡ɕanɨ/] es un pueblo en el distrito administrativo de Gmina Paprotnia, dentro del Distrito de Siedlce, Voivodato de Mazovia, en el centro-este de Polonia. Se encuentra aproximadamente 3 kilómetros al sudeste de Paprotnia, 21 kilómetros al noreste de Siedlce, y 103 kilómetros al este de Varsovia.